# Scelida
Scelida är ett släkte av skalbaggar. Scelida ingår i familjen bladbaggar.
Kladogram enligt Catalogue of Life:
| Scelida | \| \| Scelida flaviceps \| \| \| \| \| \| Scelida nigricornis \| \| \| \| |
|         | \| \| Scelida flaviceps \| \| \| \| \| \| Scelida nigricornis \| \| \| \| |
|         | Scelida flaviceps                                                         |
|         |                                                                           |
|         | Scelida nigricornis                                                       |
|         |                                                                           |